# Maria Luísa de França
Maria Luísa de França (em francês: Marie Louise de France; Versalhes, 28 de julho de 1728 — Versalhes, 19 de fevereiro de 1733) foi a terceira filha do rei Luís XV de França e da sua esposa, Maria Leszczyńska, era irmã mais nova das princesas Luísa Isabel e Henriqueta Ana. Como filha do rei francês, era titulada filha da França (em francês: Fille de France).

## Biografia
Nascida no Palácio de Versalhes, Maria Luísa era terceira filha dos dez filhos do rei Luís XV de França e da rainha Maria Leszczyńska, Maria Luísa era conhecida como Madame Troisième (título da realeza francesa para distinguir as filhas do rei) até o seu batismo algumas semanas antes de sua morte.
Seu nascimento não foi recebido com muito entusiasmo devido ao facto de ter nascida uma menina. Seu pai, o rei Luís XV esperava que a rainha tivesse um filho, para que assim os reis de França tivesse um herdeiro no trono. Quando ficou claro que uma menina nasceu, as celebrações antecipadas para o esperado delfim de França foram canceladas e Madame Troisième só teve uma missa cantada na Capela de Versalhes em sua homenagem.
Maria Luísa cresceu em Versalhes com suas irmãs mais velhas Luísa Isabel e Henriqueta Ana; Em 1729, nasceu o tão esperado delfim de França, que foi baptizado de Luís Fernando.
A família real foi novamente acompanhada por outro filho em 1730, Filipe de França, duque de Anjou. No inverno de 1733, Madame Troisième pegou um resfriado; Ocorreu uma epidemia em Versalhes ao mesmo tempo; Maria Luísa ficou sob os cuidados do médico Gascon Monsieur Bouillac; O médico lhe aplicou eméticos e fez por várias vezes o método de sangria. Madame Troisième foi batizada rapidamente em Versalhes (uma princesa francesa só poderia ser baptizada se ela tivesse mais de sete anos de idade) e deu-lhe os nomes de seus pais, Maria e a forma feminina de Luís, "Luísa". Morreu em Versalhes e foi enterrada na Basílica de Saint-Denis na comuna de Seine-Saint-Denis.